# Dacia Maraini
Dacia Maraini (n. 13 noiembrie 1936, Fiesole, Toscana, Italia) este o scriitoare italiană.

## Biografie
Este fiica prințesei siciliene Topazia Alliata di Salaparuta și a lui Fosco Maraini, un etnolog și alpinist care a scris în special despre Tibet și Japonia.
În 1938 familia s-a mutat în Japonia ca să scape de fascismul italian, dar în 1943 au fost internați într-un lagăr de concentrare la Nagoya pentru că refuzau să recunoască Republica Socială Italiană. După război familia s-a întors în Italia, stabilindu-se în Sicilia la Bagheria, Provincia Palermo.
După ce părinții s-au despărțit, tatăl ei s-a mutat la Roma, unde i-a urmat Dacia la vârsta de 18 ani. A urmat cursurile pensionului L'Istituto Statale della Ss. Annunziata din Florența.

## Relații personale
S-a căsătorit cu Lucio Pozzi, un pictor din Milano, dar s-au despărțit după 4 ani. A devenit apoi partenera lui Alberto Moravia, trăind cu el între 1962 și 1983.

## Opere
- La vacanza (1963)
- L'età del malessere (1963)
- Memorie di una ladra (1973)
- Donne mie (1974, poezie)
- Mio marito  (1974)
- Donna in guerra (1975)
- Maria Stuarda (1975, teatru)
- Mangiami pure (1978, poezie)
- Stravaganza (1978)
- Isolina (1985, Premiu Fregene)
- La lunga vita di Marianna Ucrìa (1990,  Premiul Campiello, Cartea Anului în Italia)
- Viaggiando con passo di volpe  (1991, Premiul Mediterraneo, 1991, și Città delle penne, 1992)
- Veronica, meretrice e scrittora (1991)
- Bagheria (1993)
- Voci (1994; Premiul Napoli 1995, Premiul Sibilla Aleramo, 1995)
- Dolce per sé (1997)
- Se amando troppo (1998)
- Buio  (1999;  Premiul Strega, 1999)
- Fare teatro (1966-2000) (piese de teatru)
- Colomba (2004)
- Il treno dell’ultima notte (2008)